# Waganci (zespół muzyczny)
Waganci – polski zespół big bitowy.

## Historia
Zespół powstał na początku 1969 w Zielonej Górze, utworzony przez grającego na instrumentach klawiszowych Jarosława Kukulskiego, gitarzystę Ryszarda Łomskiego, gitarzystę Henryka Luźnego, saksofonistę i grającego na instrumentach klawiszowych Zdzisława Judkowiaka, grającego na gitarze basowej i później instrumentach klawiszowych Leszka Raczyńskiego oraz perkusistę Ryszarda Januszkiewicza. Latem do grupy dołączyła wokalistka Anna Szmeterling. Od 1970 oprócz Kukulskiego i Szmeterling Wagantów tworzyli: basista Robert Jarmużek, gitarzysta Piotr Kuźniak, perkusista Przemysław Lisiecki, grający na trąbce Jan Rutkowski oraz Lech Raczyński na instrumentach klawiszowych. W 1971 zespół nagrał materiał, który ukazał się na EPce Co ja w tobie widziałam, a także pojawił się w filmie Hieronima Przybyła Milion za Laurę, gdzie wykonał piosenkę Czujna straż. Rok później grupa przestała istnieć. Szmeterling pod przybranym pseudonimem Anna Jantar kontynuowała karierę solową, a Kukulski (który wówczas był już jej mężem) został kompozytorem jej największych przebojów.

## Muzycy
- Anna Szmeterling – śpiew
- Jarosław Kukulski – instrumenty klawiszowe
- Ryszard Łomski – gitara
- Zdzisław Judkowiak – saksofon, instrumenty klawiszowe
- Henryk Łużny – gitara, gitara basowa
- Jan Rutkowski – trąbka
- Ryszard Januszkiewicz – perkusja
- Robert Jarmużek – gitara basowa
- Piotr Kuźniak – gitara
- Przemysław Lisiecki – perkusja
- Lech Raczyński – gitara basowa, instrumenty klawiszowe
- Irena Woźniacka – śpiew

## Dyskografia

### EP
- Co ja w tobie widziałam (Polskie Nagrania „Muza” N0634; 1971)

### single
- Wszystkie koty w nocy czarne/Marzenia o marzeniach (Polskie Nagrania Muza SP363; 1971)